# Alexander Alfs
Alexander Alfs (* 25. September 1924 in Döbeln; † 27. Mai 2010 in Dresden) war ein deutscher Grafiker, Maler und Illustrator.

## Leben und Werk
Alexander Alfs absolvierte eine Lehre als Maschinenschlosser. Danach studierte er von 1948 bis 1952 an der Hochschule für Bildende Künste Dresden bei Erich Fraaß, Hans Theo Richter und Josef Hegenbarth. Danach arbeitete er freischaffend und war Mitglied im Verband Bildender Künstler der DDR.
Er hat 70 Bücher illustriert und dafür 2200 Grafiken geschaffen. Für die Tageszeitung Union veröffentlichte er Illustrationen zu Theaterbesprechungen. Für das Staatstheater Dresden, die Landesbühnen Sachsen und die Herkuleskeule gestaltet er Programmhefte. Für das Staatliche Puppentheater Dresden (Puppenbühne) entwarf er 1954 die Köpfe der Figuren zu dem Stück Der Ochse von Kulm.
Alexander Alfs war ab 1954 als Leiter von Mal- und Zeichenzirkeln des Grafischen Großbetriebes Völkerfreundschaft, ab 1979 des Klubhauses Pentacon in Dresden und als Mentor der Sommermaltage tätig.
An der Pädagogischen Hochschule Dresden unterrichtete er von 1975 bis 1979. 1979/80 hatte er einen Lehrauftrag im Fachgebiet Förderklasse Abendstudium der Hochschule für Bildende Künste Dresden.
Werke Alfs befinden sich u. a. in der Puppentheatersammlung Dresden, im Kunstarchiv Beeskow, in der Städtischen Galerie Dresden, im Sächsischen Kunstfonds, in der Sächsischen Landesbibliothek – Staats- und Universitätsbibliothek Dresden (SLUB) Abteilung Sammlungen, im Kunstdienst der Evangelisch-Lutherischen Landeskirche Sachsens in Dresden, in der Domschatzkammer Sankt Petri des Bistums Dresden-Meißen in Bautzen.
In der St.-Antonius-Kirche in Oppach befindet sich ein 1958 geschaffener Kreuzweg mit 14 Grafiken.

## Buchillustrationen
- Wilhelm Raabe: Die schwarze Galeere. Insel Verlag, Leipzig 1954 (Insel-Bücherei 586/1A)
- Klaus Eidam:  Der fliegende Teppich. Mitteldeutscher Verlag, Halle 1954.
- Johannes Derksen: Das gefurchte Antlitz. Sankt-Benno-Verlag, Leipzig 1956.
- Clemens Brentano: Dein Lied erklang. Union Verlag 1956.
- Adelbert Chamisso: Peter Schlemihl und andere Dichtungen. Union-Verlag, Berlin 1957.
- Jan Dobraczynski: Eva. Union-Verlag, Berlin 1959.
- Günter Josef Mai: Unterwegs geblieben. Evangelische Verlagsanstalt, Berlin 1959.
- Etta von Oetzen: Die weissen Vögel von La Rochelle. Evangelische Verlagsanstalt, Berlin 1959.
- Günter Josef Mai: Ankou. Sankt-Benno-Verlag, Leipzig 1959.
- Eva Hoffmann-Aleith: Taufbüchlein. Evangelische Verlagsanstalt, Berlin 1960.
- Günter Josef Mai: Die Nacht des Helmut Bernmandel. Evangelische Verlagsanstalt, Berlin 1961.
- Johannes Derksen: Der Wächter am Strom. Sankt-Benno-Verlag, Leipzig 1962.
- Günter Josef Mai: Ein Haus gegen die Nacht gebaut. Sankt-Benno-Verlag, Leipzig 1962.
- Günter Josef Mai: Ein Haus gegen die Nacht gebaut. Verlag J. Habbel, Regensburg 1962.
- Johannes Derksen: Jan van Kleef. Sankt-Benno-Verlag, Leipzig 1963.
- M.A. Kleeberg, G. Lemme: Auf den Lebenswegen Martin Luthers. Evangelische Verlagsanstalt Berlin 1962.
- M.A. Kleeberg, Gerhard Lemme: In the Footsteps of Martin Luther. Concordia Public House St. Louis 1966.
- Bodo Kühn: Das kostbare Fenster. Union-Verlag, Berlin 1965.
- Johannes Derksen: Der Segen von Griethausen. Sankt-Benno-Verlag, Leipzig 1965.
- Joachim Hoffmeister: Gott aber stehet. Evangelische Verlagsanstalt, Berlin 1966.
- Rudolf Linge: Gäste in der Nacht. Sankt-Benno-Verlag, Leipzig 1966.
- Johannes Derksen: Im verschlossenen Garten. Sankt-Benno-Verlag, Leipzig 1966.
- Charlotte Sauer: Der Herr war mit ihm. Evangelische Verlagsanstalt, Berlin 1967.
- Johannes Derksen: Unter Pastor Jansens Paraplü. Sankt-Benno-Verlag, Leipzig 1967.
- Johannes Derksen: Unter Pastor Jansens Paraplü. Kyrios-Verlag, Meitingen 1967.
- Alfred Kumpf: Kartenhäuser. Sankt-Benno-Verlag, Leipzig 1967.
- Alfred und Elisabeth Kumpf: Seilschaft des Herrn. Sankt-Benno-Verlag, Leipzig 1967.
- Johannes Derksen: Ein Händchen voll Freude. Sankt-Benno-Verlag, Leipzig 1968.
- Johannes Derksen: Ein Händchen voll Freude. Kyrios-Verlag, Meitingen 1968.
- Helmut Voß: Die Heiligen von Biedersdorf. Evangelische Verlagsanstalt, Berlin 1968.
- Alfred und Elisabeth Kumpf: Das Angebot. Sankt-Benno-Verlag, Leipzig 1968.
- Louis de Wohl: Longinus, der Zeuge. Sankt-Benno-Verlag, Leipzig 1968.
- Rudolf Linge: Die Sündensuppe. Sankt-Benno-Verlag, Leipzig 1969.
- Johannes Derksen: Über Weniges getreu. Sankt-Benno-Verlag, Leipzig 1969.
- Johannes Derksen: Proot Platt. Schleipen-Verlag, Emmerich 1969.
- Johannes Derksen: Kalendergeschichten. Sankt-Benno-Verlag, Leipzig 1970.
- Johannes Derksen: Ein Haus voll Glorie. Sankt-Benno-Verlag, Leipzig 1970.
- Ingerose Paust: Der Bischof der schwarzen Berge. Evangelische Verlagsanstalt, Berlin 1970.
- Ingerose Paust: Der Bischof der schwarzen Berge. Hänssler-Verlag, Neuhausen 1970.
- Elisabeth Hartenstein: Ein goldenes Pferd für Yüan, ein Roman über die Han-Zeit. Prisma-Verlag Zenner und Gürchott, Leipzig 1970.
- Eva Hoffmann-Aleith: Teufelszwirn. Evangelische Verlagsanstalt, Berlin 1970.
- Charlotte Sauer: Ich lebte unter Salomon. Evangelische Verlagsanstalt, Berlin 1971.
- Alfred Kumpf: Die Kraftprobe. Sankt-Benno-Verlag, Leipzig 1971.
- Johannes Derksen: Kehr um Norbert. Sankt-Benno-Verlag, Leipzig 1971.
- Ingerose Paust: Wem Gott will rechte Gunst erweisen. Evangelische Verlagsanstalt, Berlin 1972.
- Elisabeth Hartenstein: Kaiser Wu-di kauft Pferde. Boje-Verlag, Stuttgart 1972.
- Hanna Klose-Greger: Die Stadt der Elefanten. Prisma-Verlag, Leipzig 1972.
- Ingerose Paust: Auszug der Achthundert. Evangelische Verlagsanstalt, Berlin 1972.
- Helmut Voß: Die Jahre dazwischen. Evangelische Verlagsanstalt, Berlin 1973.
- Ungarische Autoren: Es geschah bei Tagesanbruch. Sankt-Benno-Verlag, Leipzig 1973.
- Johannes Derksen: Kleines erhöht er. Sankt-Benno-Verlag, Leipzig 1974.
- Hanns Löscher: Alles Getrennte findet sich. Evangelische Verlagsanstalt, Berlin 1975.
- Hanns Löscher: Das befreite Herz. Evangelische Verlagsanstalt, Berlin 1975.
- Ursula Franke: Der werfe den ersten Stein. Evangelische Verlagsanstalt, Berlin 1975.
- Anneliese Probst: Das weiße Porzellanpferd. Evangelische Verlagsanstalt, Berlin 1976.
- Ann-Charlott Settgast: Die Nacht der Doktorin Erxleben. Evangelische Verlagsanstalt, Berlin 1977.
- Margarete Gericke: Kirchenstreit in Dobrilugk. Evangelische Verlagsanstalt, Berlin 1978.
- Klaus Sebastian: Die Skythen vor der Stadt. Prisma-Verlag, Leipzig 1978.
- Johannes Derksen: Hochwürden Kräuterbein. Sankt-Benno-Verlag, Leipzig 1979.
- Maria Poetschke: Die Reise nach Pella. Evangelische Verlagsanstalt, Berlin 1979.
- Andreas Krüger: Gottfried Kämpfer. Evangelische Verlagsanstalt, Berlin 1979.
- Ann-Charlott Settgast: Der Mann von Tranquebar. Evangelische Verlagsanstalt, Berlin 1981.
- Adolf Böhlich, Alexander Alfs: Mit Feder, Stift und Pinsel. Verlag Volk und Wissen, Berlin 1981.
- Ingerose Paust: Zu Gast am Mississippi. Evangelische Verlagsanstalt, Berlin 1982.
- Günther Feustel: Die Wölfin Hora. Altberliner Verlag, Berlin 1983.
- Ingerose Paust: Land der Königspalmen. Evangelische Verlagsanstalt, Berlin 1983.
- Ingo Zimmermann: Hoffmann in Dresden. Union Verlag, Berlin 1985.
- Gerd Trommer: Wahn der Macht. Prisma-Verlag, Leipzig 1986.
- Ingo Zimmermann: La Collas Weinberg. Union-Verlag, Berlin 1989.
- Janina Hertz: Zeugen. Sankt-Benno-Verlag, Leipzig 1990.
- Roland Burkhardt: Es geht die Sage – Kostproben aus dem reichen sächsischen Sagenschatz Band 1. Verlag Sächsische Zeitung, Dresden 1985.
- Roland Burkhardt: Es geht die Sage – Eine neue Auswahl aus dem sächsischen Sagenschatz Band 2. Verlag Sächsische Zeitung, Dresden 1987.
- Reinhard Lämmel: Eßgewohnheiten der Völker. Verlag Sächsische Zeitung, Dresden 1984.
- Reinhard Lämmel: Geheimnisse alter Klosterküchen. Verlag Sächsische Zeitung, Dresden 1988.
- Heinz Müller: Sächsische Burgen. Verlag Sächsische Zeitung, Dresden 1982.
- Klaus Eidam: Der fliegende Teppich Mitteldeutscher Verlag, Halle 1954

## Illustrationen für Marien- und Kreuzkalender
Zeichnungen für den Marienkalender St. Benno-Verlag GmbH Leipzig in Verbindung mit dem Verlag  F.W.Cordier, Heiligenstadt:
- 67(1965) Seiten 85, 87, 96.
- 68(1966) Seiten 38, 76, 94, 113, 114.
- 69(1967) Seite 131 Geburt Christi Linolschnitt, Zeichnungen Seiten 50 bis 54, 75, 88, 90, 94, 103.
- 70(1968) Seiten 45, 48, 50, 69, 92, 94, 96, 97, 100, 114, 115, 120, 122, 124, 126, 128.
- 71(1969) Seiten 29, 41 bis 45, 108 bis 110,112, 114, 119, 121, 131, 132, 135.
- 72(1970) Seiten 35, 38, 51, 68, 76, 96, 97, 111, 115, 142.
- 74(1972) Seiten 46, 83, 85, 99, 112, 127, 130, 153.

Grafiken für den Kreuzkalender Wartburgverlag Max Kessler Jena:
- 1957 Der Schmerzensmann 16. Woche.
- 1959 Die Fußwaschung 12. Woche.
- 1959 Die Heilung des Gichtbrüchigen 41. Woche.
- 1967 Himmelfahrt Jesu 18. Woche.
- 1968 Jesus gebietet Wind und Meer 4. Woche.
- 1970 Stern über der Stadt 49. Woche.
- 1972 Hirtenverkündigung nach 52. Woche.
- 1974 Verklärung Jesu 6. Woche.
- 1977 Die alte Nachbarin 29. Woche.
- 1978 Ecce homo 9. Woche.
- 1979 Laudate.
- 1983 Welch ein Mensch.

## Auszeichnungen
- 1983 Martin-Andersen-Nexö-Kunstpreis der Stadt Dresden.

## Ausstellungen

### Einzelausstellungen
- 1954 Zittau
- 1956 Radebeul Landesbühnen Sachsen
- 1959 Freiberg Stadt- und Bergbaumuseum
- 1961 Leipzig Wort und Werk
- 1966 Görlitz Städtische Kunstsammlungen
- 1969 Dresden Union-Haus
- 1971 Dresden Kunst der Zeit
- 1985 Dresden Kreuzkirche
- 1987 Bretnig Kulturzentrum
- 1988 Zeitz
- 1988 Elsterwerda Kleine Galerie „Hans Nadler“
- 1989 Leipzig Nikolaikirche zur Mahnung zu den Friedensgebeten
- 1994 Dresden Dreikönigskirche
- 1995 Dresden Medienzentrum der Katholischen Hofkirche
- 1996 Emmerich Rheinmuseum

### Ausstellungsbeteiligungen
- 1953 3. Deutsche Kunstausstellung Dresden.
- 1956 Dresden Galerie Kühl Christlicher Kunst.
- 1959 Sonderausstellung im Stadt- und Bergbaumuseum Freiberg.
- 1979 Bezirkskunstausstellung Dresden.
- 1980 Berlin Die Buchillustration in der DDR.
- 2000 Dresden Sächsischer Landtag Alterswerke 2000.
- 2007 Burg Beeskow Christliche Motive in der öffentlichen Kunst der DDR.
- 2010 Zwickau Kunstsammlungen Ich bin Bergmann, wer ist mehr?
- 2011 Berlin Unruhig ist unser Herz – christliche Motive in der Bildenden Kunst der DDR-Auftrag und Selbstauftrag Zentrum für Kultur und Zeitgeschichte.

## Nachlass
- Schriftlicher Nachlass von Alexander Alfs als Schenkung im Besitz der Sächsischen Landesbibliothek – Staats- und Universitätsbibliothek Dresden, einsehbar im Lesesaal für Handschriften und Nachlässe.